# 别尔
别尔，是西班牙阿拉贡自治区萨拉戈萨省的一个市镇。 总面积131平方公里，总人口230人（2001年），人口密度2人/平方公里。